# 君を飾る花を咲かそう
『君を飾る花を咲かそう』（きみをかざるはなをさかそう）は、GARNET CROWの16枚目のシングル。2004年6月16日にGIZA studioから発売された。

## 解説
中村由利が知人の身内の葬儀に参列したことに影響を受けて作曲したが、その事を伝えていないにもかかわらず、AZUKI七が同じイメージを以って歌詞を書き上げたため、お互いびっくりしたという制作上のエピソードがある。

## 収録曲
1. 君を飾る花を咲かそう
  - 作詞：AZUKI七 / 作曲：中村由利 / 編曲：古井弘人

テレビ東京系アニメ『モンキーターン』エンディングテーマ[1]
2. やさしい雨
  - 作詞：AZUKI七 / 作曲：中村由利 / 編曲：古井弘人
3. 夜深けの流星達
  - 作詞：AZUKI七 / 作曲：中村由利 / 編曲：古井弘人

ベストアルバム『GOODBYE LONELY 〜Bside collection〜』発売前に行なわれたカップリング曲のファン投票で5位となっている。
4. 君を飾る花を咲かそう (instrumental)

## 収録アルバム
君を飾る花を咲かそう
- I'm waiting 4 you
- Best
- THE BEST History of GARNET CROW at the crest...
- THE ONE 〜ALL SINGLES BEST〜
- GARNET CROW BEST OF BALLADS

やさしい雨
- All Lovers（相思相愛ver.）

夜深けの流星達
- GOODBYE LONELY 〜Bside collection〜